# Premio Jacques Herbrand
El Premio Jacques Herbrand (en francés: Prix Jacques Herbrand) es un premio entregado por la Academia de Ciencias de Francia a jóvenes investigadores (hasta 35 años) en los campos de matemáticas, física y sus aplicaciones no militares. Fue creado en 1996 y entregado por primera vez en 1998. En 2001, fue renombrado como Grand Prix Jacques Herbrand. Hasta 2002, el premio se entregaba cada año en ambos campos, y desde 2003 se alterna campo cada año. Conlleva un premio económico de 20 000 euros, anteriormente 15 000 euros, y lleva el nombre del lógico francés Jacques Herbrand (1908-1931).

## Ganadores
- 1998: Loïc Merel, matemáticas; Franck Ferrari, física
- 1999: Laurent Manivel, matemáticas; Brahim Louis, física
- 2000: Albert Cohen, matemáticas; Philippe Bouyer, física
- 2001: Laurent Lafforgue, matemáticas; Yvan Castin, física
- 2002: Christophe Breuil, matemáticas; Pascal Salière, física
- 2003: Wendelin Werner, matemáticas
- 2004: Nikita Nekrásov, física
- 2005: Franck Barthe, matemáticas
- 2006: Maxime Dahan, física
- 2007: Cédric Villani, matemáticas
- 2008: Lucien Besombes, física
- 2009: Artur Ávila, matemáticas
- 2010: Julie Grollier, física
- 2011: Nalini Anantharaman, matemáticas[2]
- 2012: Patrice Bertet, física[2]
- 2013: David Hernandez, matemáticas[2]
- 2014: Aleksandra Walczak, física[3]
- 2015: Cyril Houdayer, matemáticas[4]
- 2016: Yasmine Amhis, física[5]
- 2017: Hugo Duminil-Copin, matemáticas[6]